# 高橋惠三
高橋 惠三（たかはし けいぞう、1951年3月30日 - ）は、日本の実業家。マルエツ社長。

## 来歴
東京都出身。1973年3月 駒澤大学法学部卒業、丸悦ストアー（現マルエツ）入社。1995年販売本部第21販売部長、1996年商品本部デリカ部長、2001年取締役　商品本部副本部長兼デリカ部長、2002年3月営業企画本部長、同年4月クローバ商事社長就任。2003年営業統括付グループ店舗開発担当兼開発本部長、2004年開発本部長を歴任。
2006年3月、社長に就任。小型店「マルエツ・プチ」の出店を強化するなど都心部での地盤強化を進めた。
2013年3月、会長。
5月、相談役。

## 関連
- 『NTERVIEW この人に聞く マルエツ 高橋惠三社長 顧客代行業の原点に立ち戻る』栗田晴彦 「激流」国際商業出版株式会社 [編] 2006.8[6][7]